# Аксумське царство

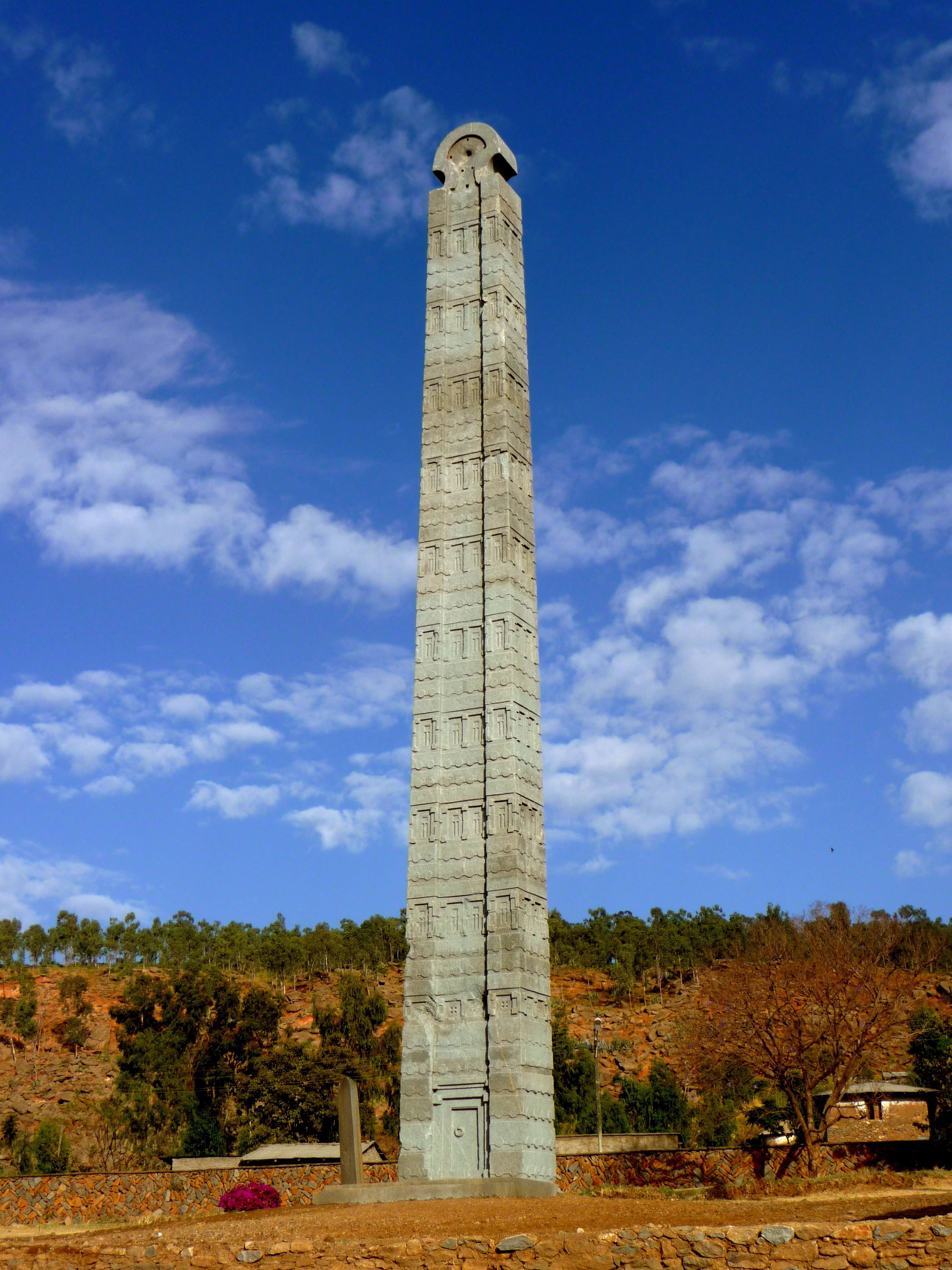
Аксумський обеліск

Аксу́мське ца́рство (Аксум) — давнє семітське царство на плато Тигре в північній Ефіопії, зі столицею в місті Аксум, що існувало в період приблизно з кінця I до середини X століть.

## Історія
В VI—V століттях до н. е. тут склалося царство, яке пізніше розпалося. Першим відомим царем є Базен, що панував близько 10 року до н. е.
Початок нового піднесення відносять до панування царя Зоскалеса. На кінець I — середину III століть відносяться перші згадки римських авторів про Аксумське царство та його мешканців.
У другій половині III-IV століть відбулося стрімке підвищення авторитету Аксуму, який, об'єднавши всю північну Ефіопію до озера Тана та область Амхара-Саїнт, брав участь у боротьбі за владу в Аравії та на Червоному морі й підкорив собі Мероїтське царство, що повільно розпадалося.
В IV столітті за царя Езани та, ймовірно, його попередника Елла-Аміде царство стало гегемоном північно-східної Африки та Червономор'я, вівши суперечки з Візантією та Іраном, утримуючи гегемонію майже до кінця VI століття.
Аксумська держава складалася з низки царств та племінних союзів, васальних щодо найсильнішого з них — Аксуму. В V—VI століттях аксумським царям підкорювалися Хім'яритське царство в Південній Аравії, Північна Нубія, країна блемміїв, а на Ефіопському нагір'ї — країна агау поблизу озера Тана, Сеямо на північний схід та до VII століття — місто Адуліс.
Царі Аксуму носили титул нагаша-нагашт (цар царів). Влада царя Аксуму не була абсолютною, впливовим органом влади була рада вельмож (старійшин). Через одного з найбільш високопоставлених — лінгвіста — цар звертався до інших осіб. Основну військову силу країни становило народне ополчення різних спільнот.
За правління царя Езани Аксум захопив Куш (Нубію) і встановив повний контроль над південно-західним узбережжям Червоного моря. Езана разом із братом-співправителем охрестився і перетворив у 333 році християнство на державну релігію Аксуму. При цьому віровчення було прийнято у міафізитській формі з підпорядкуванням міафізитському (коптському) Александрійському патріархату. Після Халкідонського собору, з початком гонінь проти нехалкідонітів в Римській імперії, в Аксумі знайшли прихисток ченці, відомі як «Дев'ять преподобних».
Релігійні розбіжності, однак, не завадили політичному зближенню з Константинополем, яке завершилось створенням військового союзу. Цар Калеб (VI століття) вів війни за утвердження християнства в південній Аравії. Основу економіки царства становило рільницьке, зрошувальне землеробство та скотарство. В містах Аксум, Колое, Адуліс були розвинені ремесла — будівництво, гончарство та ювелірна справа.
Аксумські царі та знать споряджали торгові каравани та морські судна. В Аксум завозилися ремісничі вироби, вино, цукор та ін. з країн Азії, долини Нілу та Середземномор'я. Аксуміти продавали золото, слонову кістку, носорожачий ріг, зубні пластини бегемота, живих звірів та їхні шкіри, ароматичні смоли, смарагди, а також рабів. Торговельні колонії аксумітів у V—VI століттях існували в різних районах північно-східної Африки, в Південній Аравії, Алоа та Киренаїці. Купці (іноземці та частина аксумітів) вважалися царськими клієнтами. Виробничі відносини носили ранньофеодальний характер зі збереженням елементів первісного ладу.
Захоплення Південної Аравії персами в VI столітті і особливо утворення Арабського халіфату в VII столітті перерізали торговельні та культурні зв'язки зі Середземноморрям та Індією. В VIII столітті починається період поступового занепаду Аксуму, внаслідок занепаду торгівлі, втрати зовнішніх володінь та експансії нубійців, беджа та агау. В першій половині XI століття за панування Ведема-Асфара і Дегнажена відбувся остаточний розпад Аксуму. На зміну царям до влади в північній та середній Ефіопії прийшла династія Загве.